# 李心田
李心田（1929年1月—2019年7月3日），笔名田犁、李思，中国作家，一级编剧，中国作家协会会员，中国戏剧家协会理事。代表作有《闪闪的红星》、《两个小八路》等。

## 生平
李心田1929年生于江苏睢宁，1950年毕业于华东军政大学，此后参加中国人民解放军，从事文职文艺工作，曾任济南军区前卫话剧团副团长。
1953年开始发表文学作品，其中以儿童文学为人所知。小说作品《闪闪的红星》、《两个小八路》被改编为电影，获全国第二次少年儿童文艺创作二等奖，取得了较大的影响。《船队按时到达》获全国优秀少年读物二等奖，《夜间扫街的孩子》获冰心儿童图书奖。
2019年6月初，李心田出门時不慎摔倒，後來意识逐漸模糊。2019年7月3日早晨5：40离世。